# Herberto II de Vermandois
Heriberto II (muerto el 23 febrero 943), conde de Vermandois, de Meaux, y de Soissons. Fue el primero en ejercer poder sobre el territorio que se convertiría en la provincia de Champaña.

## Vida
Herbert era hijo de Heriberto I de Vermandois. Aparentemente, era consciente de ser descendiente de Carlomagno. Heriberto heredó los dominios de su padre y en 907, añadió la Abadía de St. Medard, Soissons. Tomó la posición de Abad Laico, lo que le permitía recibir los ingresos de aquellas propiedades. Su matrimonio con una hija de rey Roberto I de Francia le proporcionó el Condado de Meaux.
En 922, cuando Seulf se convirtió en Arzobispo de Rheims, en un esfuerzo para apaciguar a Heirberto II le prometió solemnemente que podría nombrar a su sucesor. En 923, el Conde Heriberto se atrevió a encarcelar a Carlos III, que murió en cautividad en 929. Entonces, a la muerte de Seulf en 925, con la ayuda del rey Raúl I, adquirió para segundo hijo Hugo (entonces con cinco años) el arzobispado de Rheims. Heriberto dio un paso más y envió emisarios a Roma al Papa Juan X para obtener su aprobación, que el papa otorgó en 926. A su elección el joven Hugo fue enviado a Auxerre para estudiar.
En 926, a la muerte del Conde Roger I de Laon. Heriberto reclamó este condado para Eudes, su hijo mayor. Tomó la ciudad en desafío al rey provocando el enfrentamiento entre ambos en 927. Utilizando la amenaza de liberar a Carlos III, al que mantenía cautivo, Heriberto consiguió conservar la ciudad cuatro años más. Pero después de la muerte de Carlos en 929, Raúl atacó nuevamente Laon en 931 derrotando a Heriberto. El mismo año el rey entró en Reims y derrotó al arzobispo Hugo, el hijo de Heriberto. Artaud fue nombrado nuevo arzobispo de Reims. Heriberto II entonces perdió, en tres años, Vitry, Laon, Château-Thierry, y Soissons. La intervención de su aliado, Enrique I el Pajarero, le permitió recuperar sus dominios (excepto Reims y Laon) a cambio de su sumisión a Raúl I.
Más adelante, Herbert se alió con Hugo el Grande y Guillermo, duque de Normandía contra Luis IV, que entregó el Condado de Laon a Roger II, hijo de Roger I, en 941. Heriberto y Hugo el Grande recuperaron Reims y capturaron a Artaud. Hugo, el hijo de Heriberto, fue restaurado como arzobispo. Nuevamente, la mediación del Rey alemán Otón I en Visé, cerca de Lieja, en 942 permitió normalizar la situación.

## Muerte y legado
Según Raúl Glaber y también Dom Le long que relata una tradición local, Heriberto habría sido ahorcado por orden de Luis IV. Heriberto II murió el 23 de febrero de 943 en Saint-Quentin, Aisne (capital del condado de Vermandois). Sus propiedades y territorios fueron repartidos entre sus hijos. Vermandois y Amiens fueron a sus hijos mayores mientras que Roberto y Heriberto, los hijos más jóvenes, recibieron valiosas posesiones dispersas por toda Champaña. A la muerte de Roberto, el hijo de su hermano Herberto heredó todo. Su único descendiente, Esteban, murió sin hijos en 1019–20 extinguiendo la línea masculina de Heriberto II.

## Familia
Heriberto se casó con Adele, hija de Roberto I de Francia. Tuvieron los siguientes hijos:
- Eudes de Vermandois, Conde de Amiens y de Vienne, (c. 910–946)[1]
- Adalberto I, Conde de Vermandois (c. 915–987), casado con Gerberga de Lorena[1]
- Adela de Vermandois (910–960), casada en 934 con el conde Arnulfo I de Flandes[1]
- Herberto 'el Viejo' (c. 910–980), conde de Omois, Meaux y Troyes, y abad de St. Medard, Soissons, casado en 951 con Edgiva de Wessex hija de Eduardo el Viejo rey de Inglaterra y viuda de Carlos III de Francia.[b][1]
- Sprota Adele de Senlis (913-945), cautiva de Guillermo I, Duque de Normandía; y madre de Ricardo I, Duque de Normandía.[1]
- Robert de Vermandois, conde de Meaux y Châlons († 967)[1]
- Luitgarda de Vermandois (c. 915–978), casada en 940 con Guillermo I de Normandía; en segundas nupcias con Teobaldo I de Blois[c][12] Su hijo fue Odón I, conde de Blois.[1][10]
- Hugo de Vermandois (920–962), Arzobispo de Reims[1]
- Guy I, Cuenta de Soissons (d. 986).[13]